# Zombies (recueil de nouvelles)
Pour les articles homonymes, voir Zombies (homonymie).
Zombies (titre original : The Informers) est un recueil de nouvelles de Bret Easton Ellis, publié en 1994.

## Adaptation
Une adaptation cinématographique titrée Informers, réalisée par Gregor Jordan, est sortie en 2009. Bret Easton Ellis en a coécrit le scénario.